# Kościół św. Antoniego Padewskiego w Siekierczynie
Kościół świętego Antoniego Padewskiego – rzymskokatolicki kościół parafialny należący do parafii pod tym samym wezwaniem (dekanat Lubań diecezji legnickiej).

## Historia
Jest to świątynia wzmiankowana w 1346 roku, obecna została zbudowana przez protestantów w 1803 roku.

## Architektura
Budowla posiada prostokątną nawę, kruchtę i zakrystię, z której salowego wnętrza zostały zdemontowane dwa poziomy empor z dekorowanymi parapetami. Kościół nakrywa dach naczółkowy, nad kalenicą jest umieszczona ośmiokątna, opierzona blachą sygnaturka z cebulastym dachem hełmowym. Narożniki ściany szczytowej są podparte wielkimi skarpami z przejściami, w elewacjach znajdują się okna w dwóch rzędach.

## Wyposażenie
We wnętrzu można zobaczyć m.in.:
- barokowy ołtarz pochodzący z XVIII wieku,
- polichromowaną ambonę powstałą na przełomie XVII i XVIII w.,
- barokowe drewniane polichromowane rzeźby wykonane w XVIII wieku.

W opracowaniach znajduje się wzmianka o:
- gotyckiej kamiennej chrzcielnicy pochodzącej z XV wieku,
- obrazie olejnym ze św. Piotrem powstałym w XVII wieku
- żyrandolu mosiężno-kryształowym wykonanym w II połowie XIX wieku
- ośmiu barokowych, cynowych lichtarzach pochodzących z XVIII wieku[2].